# Balearites
Balearites Sarkar, 1954 és un gènere d'ammonoïdeus crioceratítids anciloceratins propi de l'Hauterivià superior, al Cretaci Inferior. El nom fa referència a les Illes Balears, a on s'hi descrigué una de les primeres espècies d'aquest gènere, Balearites balearis, provinent del jaciment de Bendinat (Mallorca), juntament amb Balearites majoricensis. Les seves espècies són molt importants per a la bioestratigrafia de l'Hauterivià superior, essent espècies índex de les respectives biosubzones dins la biozona Balearis, pròpia de la paleoprovíncia mediterrània.

## Diversitat
La taxonomia del gènere Balearites és molt controvertida, amb multitud de propostes que, o bé reconeixen una multitud d'espècies simpàtriques basades en canvis ornamentals i variacions ontogenètiques, o bé poques cronospècies amb una variabilitat intraspecífica elevada. Seguint aquesta segona tesi, la més àmpliament acceptada actualment, a l'Hauterivià superior se succeeixen les següents espècies:
- Balearites balearis (Nolan, 1894):[2] espècie pròpia de la subzona Balearis, la més antiga dins la zona Balearis. Es caracteritza per una closca planispiral, normalment homomorfa (voltes planispirals en contacte) o lleugerament heteromorfa (criocònica). La seva ornamentació consisteix en un brevíssim estadi juvenil trituberculat, seguit d'una fase de costelles fines i sinuoses, amb clavi al seu marge lateroventral. Finalment, presenten un estadi adult d'alternança de costelles primàries més gruixades i secundàries més primes i sinuoses.[1]
- Balearites binelli (Astier, 1851): espècie pròpia de la subzona Binelli, la segona dins la zona Balearis. Es caracteritza per una closca criocònica més o manco oberta, amb unes voltes juvenils trituberculades, unes d'intermèdies amb costelles fines, sinuoses i fasciculades a partir de tubercles lateroumbilicals, i un estadi adult amb costelles primàries gruixades que neixen dels tubercles lateroumbilicals i costelles secundàries més fines. Les costelles primàries poden presentar espines lateroventrals.[1]
- Balearites krenkeli (Sarkar, 1955): espècie pròpia de la subzona Krenkeli, la tercera dins la zona Balearis. Com l'espècie anterior, les seves closques són criocòniques més o manco obertes. Presenten un estadi juvenil clarament trituberculat, seguit de l'estadi intermedi, consistent en l'alternança de costelles primàries que neixen dels tubercles lateroumbilicals i que presenten llargues espines lateroventrals, i costelles secundàries sinuoses i relativament robustes. L'estadi adult és semblant a l'intermedi, amb la intercalació de costelles primàries i secundàries.[1]
- Balearites angulicostatus (d'Orbigny, 1841): la darrera espècie del gènere, que marca la subzona Angulicostatus, al sostre de la zona Balearis. Presenta closques molt lleugerament criocòniques, amb les voltes quasi en contacte. Després d'un estadi juvenil trituberculat notablement reduït, es desenvolupa un estadi intermedi (i possiblement també adult) que consisteix en costelles primàries robustes que neixen dels tubercles lateroumbilicals i costelles secundàries igualment robustes. Aquesta espècie és la més petita de totes les del gènere.[1]

A més d'aquestes, hi ha l'espècie Balearites majoricensis (Nolan, 1894). Aquesta conviu amb totes les altres durant tota la zona Balearis, i es caracteritza per presentar costelles principals trituberculades amb llargues espines, que s'intercalen amb un petit nombre de costelles secundàries. Tot i que hi ha autors que la consideren una espècie independent, la hipòtesi més acceptada és que es tracti d'individus de les altres quatre espècies extremadament pedomòrfics, en les quals l'estadi inicial trituberculat s'estén fins a la fase adulta. És un cas semblant a Crioceratites nolani (Kilian, 1919), que es troba en nivells més antics i també durant la zona Balearis.

## Evolució
El gènere Balearites evolucionà de Crioceratites Léveillé, 1837, possiblement de les espècies del grup de Crioceratites duvali (Léveillé, 1837) o Crioceratites villiersianum (d'Orbigny, 1842) durant la transició entre les zones Ligatus i Balearis de l'Hauterivià superior. D'altra banda, durant la transició entre les zones Balearis i Ohmi s'originà el gènere Pseudothurmannia Spath, 1923, el successor del gènere Balearites. S'ha hipotetitzat que els successius canvis de forma d'aquest llinatge responen a canvis del nivell de la mar i canvis de ninxol ecològic al llarg dels milions d'anys.